# Kalender van Coligny

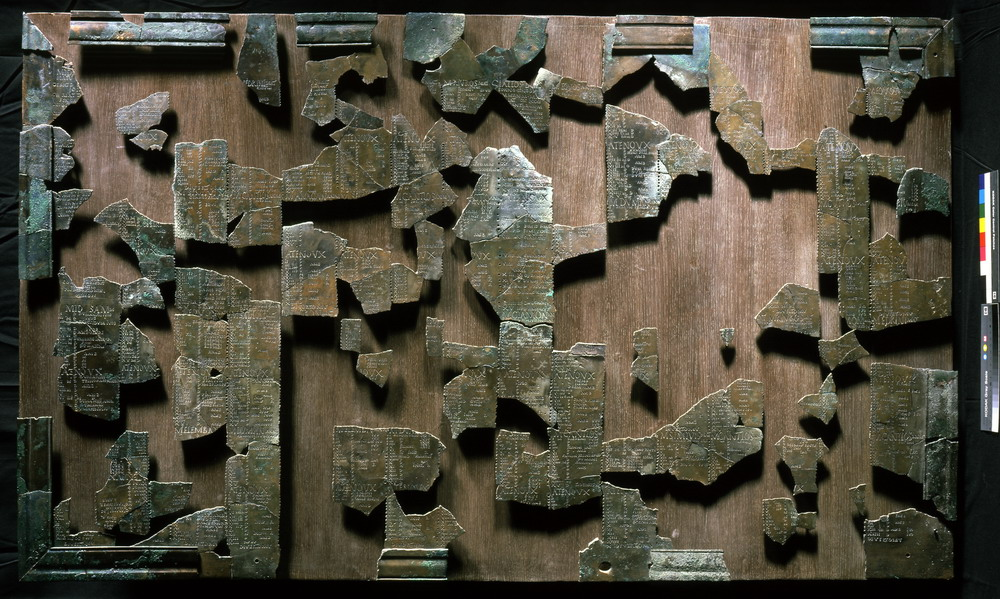
Kalender van Coligny

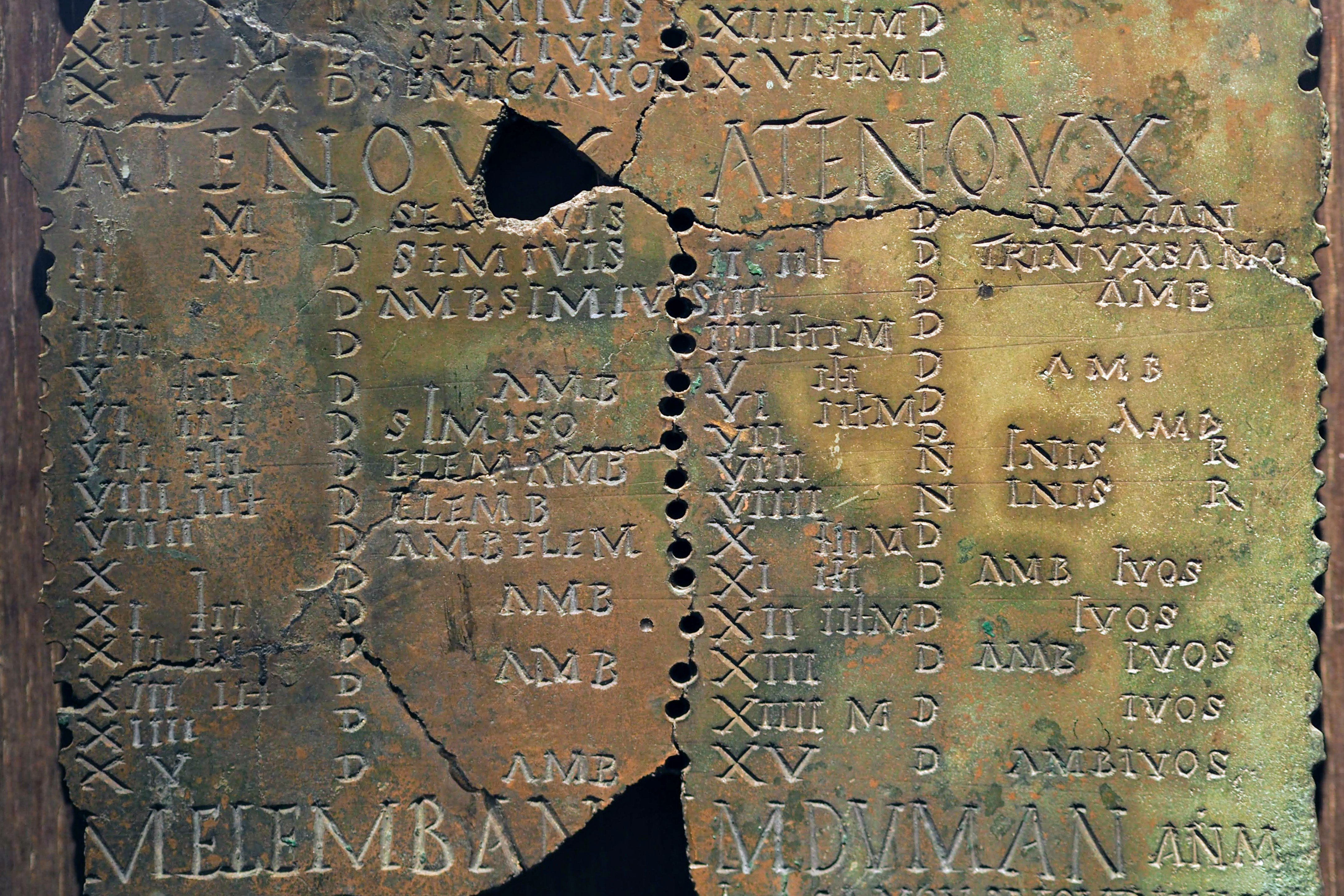
Fragment van de kalender

De Kalender van Coligny is een bronzen kalender gemaakt in Romeins Gallië naar het einde van de 2e eeuw n.Chr. Hij is te zien in het museum Lugdunum in Lyon. De fragmentarisch bewaarde tafel behoort tot de langste teksten in het Gallisch en is het belangrijkste bewijs voor de reconstructie van de Keltische kalender. In de tijd van creatie was de Juliaanse kalender al geruime tijd in voege in het Romeinse Rijk.

## Beschrijving en interpretatie
De vondst werd in 1897 gedaan door een landbouwer in het Oost-Franse Coligny. Bij het bewerken van een veld trof hij honderden bronsfragmenten aan, die bleken toe te behoren aan de kalender en aan een bronzen standbeeld van Mars of Lugus. De kalenderplaat was oorspronkelijk 148 cm breed en 90 cm hoog. Na reconstructie door Paul Dissard bleek ze voor de kleine helft te zijn bewaard. 
Weergegeven is een vijfjarige cyclus (1835 dagen, 62 maanden), die de maanfase met redelijke precisie volgt door een maandlengte van afwisselend 29 en 30 dagen, maar die ook twee schrikkelmaanden invoegt. Doorgaans wordt daarom uitgegaan van een lunisolaire kalender, waarbij de volledige cyclus 25 dan wel 30 jaar zou hebben bedragen om in de pas te blijven met het zonnejaar. Dertig jaar was volgens Plinius de Oudere de lengte van een eeuw (saeculus) bij de Kelten en er wordt ook gespeculeerd over een verband met de Metonische cyclus. Zelfs in deze expansieve hypothesen is de kalender van Coligny vrij rudimentair. Wellicht berustte hij niet zozeer op wiskundig-astronomische systematiek, als op periodieke bijstelling vanuit observaties.
De tekst is georganiseerd in zestien kolommen en naast elke dag is een gaatje voor de pin die dagelijks werd verplaatst (cf. de Grieks-Romeinse parapegmata). Hij is paleografisch gedateerd in de late 2e eeuw. Het schrift is een Latijnse cursieve majuskel en ook de cijfers zijn Romeins, maar inhoudelijk is de taal Gallisch. De woorden zijn sterk afgekort en recurrent, maar de kalender bevat toch een zestigtal verschillende woorden, waaronder de namen van de maanden: giamon, simivi, equos, elemban, aedrin, cantlos, samon, duman, riuros, anacan, ocron, qutios en de schrikkelmaand giallos. De dagen hadden geen naam. Hoewel de taal archaïsch is, wijst het formaat op sterke adaptatie binnen de Gallo-Romeinse context (alleen als het feit dat de mondelinge druïdencultuur op schrift werd gesteld, maar ook het Latijnse schrift en tabulaire ontwerp geïnspireerd op de Fasti). Er is voorgesteld om dit te interpreteren als een vorm van subversieve romanisering, die tegelijk het Romeinse model nabootste én de Gallische identiteit onderstreepte (door vast te houden aan een in essentie lunaire kalender).

## Uitgave
De standaarduitgave is die van het RIG:
- Paul-Marie Duval en Georges Pinault, Les calendriers (Coligny, Villards d'Héria) in: Recueil des inscriptions gauloises, ed. Paul-Marie Duval, vol. III, 1985. ISBN 9782222036685

## Voetnoten
1. ↑  Stephen C. McCluskey, Astronomies and Cultures in Early Medieval Europe, 1998, p. 58-60. Gearchiveerd op 12 augustus 2023.
2. ↑  Sacha Stern, "Calendars, Politics, and Power Relations in the Roman Empire" in: The Construction of Time in Antiquity. Ritual, Art, and Identity, eds. Jonathan Ben-Dov en Lutz Doering, 2017, p. 46
3. ↑  Sacha Stern, "Dissidence and Subversion: Gallic, Jewish, and Other Lunar Calendars in the Roman Empire" in: Calendars in Antiquity. Empires, States, and Societies, 2012, p. 303-313. DOI:10.1093/acprof:oso/9780199589449.003.0007
4. ↑  Sacha Stern, "Calendars, Politics, and Power Relations in the Roman Empire" in: The Construction of Time in Antiquity. Ritual, Art, and Identity, eds. Jonathan Ben-Dov en Lutz Doering, 2017, p. 31-49